# David Ferrier
David Ferrier (Aberdeen, 13 de janeiro de 1843 — Londres, 19 de março de 1928) foi um neurologista britânico.
Utilizou, pela primeira vez, o termo "área de Broca", em homenagem a Paul Broca, o médico que relacionou essa área especifica do cérebro com a afasia (que Broca havia chamado de aphémie).
Na década de 1880, ele e a sua equipe mostraram que a estimulação directa do cérebro pode modificar o comportamento. Por suas pesquisas de localização das funções cerebrais, recebeu a Medalha Real em 1890, junto com John Hopkinson, por pesquisas com magnetismo e eletricidade.